# Bernard Giraudeau

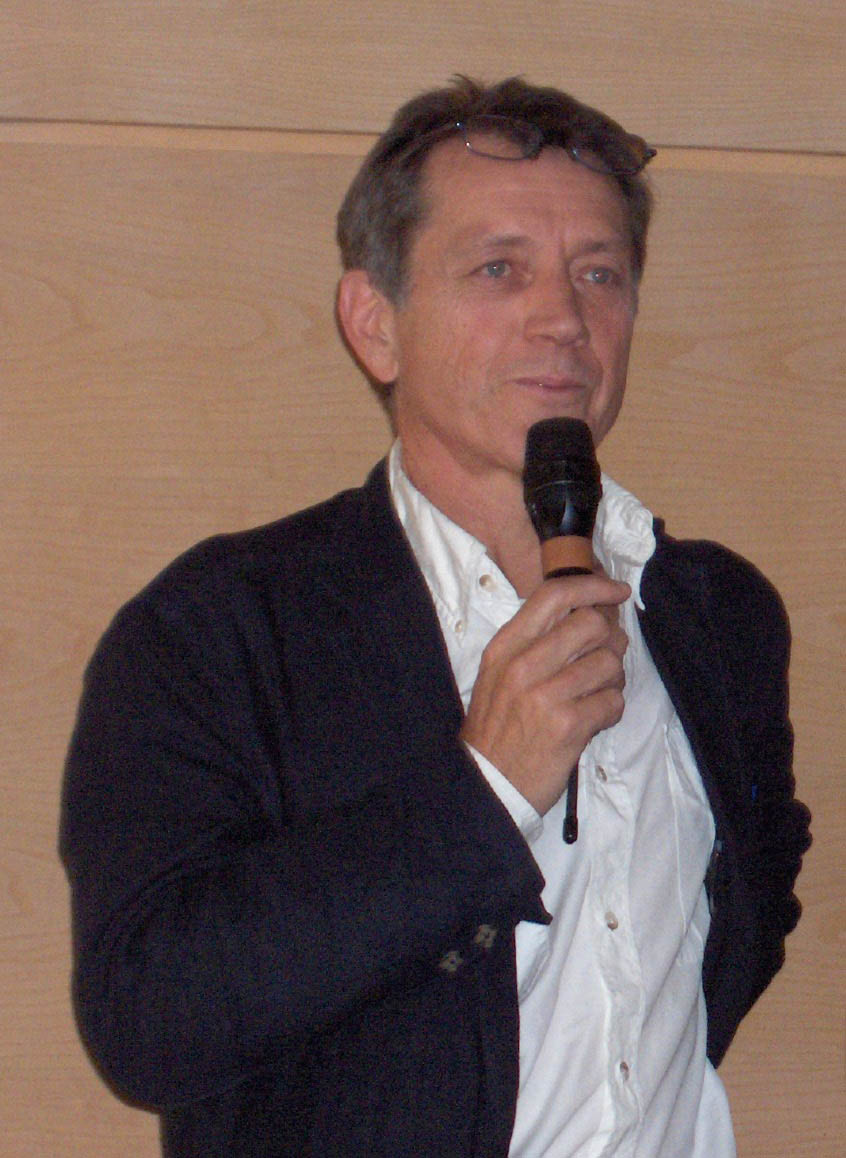
Bernard Giraudeau (2007)

Bernard René Giraudeau (* 18. Juni 1947 in La Rochelle; † 17. Juli 2010 in Paris) war ein französischer Schauspieler, Regisseur, Filmproduzent, Drehbuchautor und Schriftsteller.

## Leben und Wirken
Giraudeau fuhr sieben Jahre lang zur See und arbeitete anschließend in Pariser Markthallen, bei der Autofirma Simca und in einer Werbeagentur. 1970 begann er mit 22 Jahren in Grenoble am Tournee-Theater Théâtre des Alpes und mit 24 begann er in Paris sein Schauspielstudium von 1971 bis 1974 am Conservatoire national supérieur d’art dramatique. Er spielte unter anderem in den Stücken Der Prinz von Homburg und Gefährliche Liebschaften.
Sein Fernsehdebüt gab er 1971 im Stück Misére et Noblesse in der Reihe Au théâtre ce soir, es folgte die Rolle des Georges Fortier in La porteuse de pain. 1972 begann seine Karriere als Filmschauspieler als Sohn von Jean Gabin und Bruder von Cécile Vassort in Endstation Schafott. Er übernahm zunehmend größere Rollen wie den jungen Inspektor Mareuil neben Alain Delon in Der Zigeuner (1975). Aufgrund seiner erotischen Erscheinung wurde Bernard Giraudeau oft in Erotikfilmen besetzt, in denen er nackt agierte und zu einem Sexsymbol der 1970er wurde: als Lucas neben Patti D’Arbanville und Gilles Kohler hüllenlos in David Hamiltons Softporno Bilitis, als viriler Liebhaber Isidore in Moi, fleur bleue, der in Deutschland unter den Titeln Fetzig-frei und endlich high, Liebeserwachen und Stunde der Zärtlichkeit lief und als zärtlicher Lover Luc in Et la tendresse?... Bordel! (Verdammt, wo bleibt die Zärtlichkeit?) . 1980 spielte er den jungen Lehrer  Eric Lehman, der sich in La Boum – Die Fete in Sophie Marceaus Filmmutter Brigitte Fossey verliebt. Den großen Durchbruch brachten ihm 1981 die Fernsehserie Unter der Trikolore und Jean-Charles Tachhellas Dreiecksgeschichte Zeit der Sehnsucht mit Brigitte Fossey und Carole Laure. Seine größten Erfolge in den 80er Jahren sind sein Ausbrecher in Die Spezialisten, sein Abenteurer und Draufgänger in Der Rammbock, der schwule Profikiller Pascal in Le grand pardon (Der Superboss) und vor allem sein Romain, das Objekt sexueller Begierden von Caroline Cellier und Starlet Valérie Kaprisky in Teuflische Umarmung. Durch diesen Film wurde Bernard Giraudeau endgültig zum Star. Eine seiner schönsten Rollen zeigt ihn erneut als Liebhaber: 2000 spielt er den homosexuellen Mittfünfziger Léopold in François Ozons Fassbinder-Verfilmung Tropfen auf heiße Steine, Zentrum eines Liebesquartetts. Gelegentlich arbeitete er auch als Regisseur und Drehbuchautor.
Er starb am 17. Juli 2010 in einem Pariser Krankenhaus an den Folgen einer Krebserkrankung.
Er war mit der Schauspielerin Anny Duperey verheiratet. Das Paar hatte zwei gemeinsame Kinder, die beiden Schauspieler Sara Giraudeau und Gaël Giraudeau.

## Filmografie (Auswahl)
- 1971: Au théâtre ce soir (Fernsehreihe, 1 Folge)
- 1973: Endstation Schafott (Deux hommes dans la ville)
- 1977: Der Richter, den sie Sheriff nannten (Le juge Fayard, dit Le Shériff)
- 1977: Bilitis
- 1979: Waffe des Teufels (Le toubib)
- 1980: La Boum – Die Fete (La boum)
- 1981: Unter der Trikolore (Blanc, bleu, rouge) TV-Mehrteiler
- 1982: Worte kommen meist zu spät (Hécate, maîtresse de la nuit)
- 1983: Der Rammbock (Le ruffian)
- 1984: Die Spezialisten (Les spécialistes)
- 1984: Teuflische Umarmung (L’année des méduses)
- 1987: Engel aus Staub (Poussiére d’ange)
- 1989: Die große Kapriole (La grande cabriole) (TV-Mehrteiler)
- 1991: Die schöne Lili (La reine blanche)
- 1996: Saint-Exupéry: Der Letzte Auftrag (Saint-Exupéry: La Dernière mission)
- 1996: Ridicule – Von der Lächerlichkeit des Scheins (Ridicule)
- 1996: Launen eines Flusses (Les caprices d’un fleuve) (auch Regie)
- 1997: Marquise – Gefährliche Intrige (Marquise)
- 1997: TGV Express – Der schnellste Bus nach Conakry (TGV) (auch Co-Produzent)
- 2000: Tropfen auf heiße Steine (Gouttes d’eau sur pierres brulantes)
- 2003: Mata Hari – Die wahre Geschichte (Mata Hari, la vraie histoire) (TV-Film)
- 2003: Die kleine Lili (La petite Lili)
- 2004: Im Kopf des Mörders (Dans la tête du tueur) (TV-Film)
- 2005: Chok Dee – Kämpfe um deinen Traum (Chok Dee)